# ウォリス・ブキャナン
ウォリス・ブキャナン（出生名：Wallis Lee Buchanan、1965年11月29日 - ）はイギリスのミュージシャンである。音楽バンドジャミロクワイのディジュリドゥ奏者としての活躍が有名。

## 人物
- 1980年代後半、まだロンドンにディジュリドゥ奏者の数が非常に少なかった時からディジュリドゥの演奏を始める。同じ頃にディジュリドゥ演奏を始めたロンドン在住の日本人と共に練習を重ねる[3]。
- 1990年、オーストラリア先住民でプロのディジュリドゥ奏者であるアラン・ダージンがロンドン公演に来た時、ダージンはディジュリドゥを広める活動もしていたため演奏を習う[4](前述の日本人と共に)。
- 1990年からはヨスー・インディ(オーストラリア先住民を含むプロのディジュリドゥ演奏のグループ)からは複数回演奏を習った(前述の日本人と共に)[3]。
- ジャミロクワイのリーダージェイ・ケイとはデビュー前からの友人で、1991年にケイがバンドを組んだ最初の時からメンバーとなった[5][1]。
- 1999年、ジャミロクワイを卒業した[4]。
- ジャミロクワイ卒業後はミュージシャンのミロ・カーティスと共にアルバム「ドラム・フリークス」を出すなど活躍している[6]。
- ディジュリドゥを教えたアラン・ダージンはブキャナンについて「非アボリジニー奏者」と述べている[4]。

## 映像出演
ジャミロクワイのメンバーとして以下のミュージックビデオに出演した。
- 1993年、When You Gonna Learn
- 1993年、Emergency on Planet Earth
- 1994年、スペース・カウボーイ
- 1995年、ライト・イヤーズ
- 1995年、スティルネス・イン・タイム
- 1996年、ヴァーチャル・インサニティ
- 1996年、コスミック・ガール
- 1997年、オールライト
- 1997年、ハイ・タイムズ
- 1999年、キャンド・ヒート
- 1999年、スーパーソニック